# Plitvica (Dráva)
A Plitvica egy folyó Horvátországban, a Dráva jobb oldali mellékvize.

## Leírása
A Plitvica a Macelj-hegység dombos területén, Plitvica Voćanska falu közelében ered és délkeleti irányban folyik, majd Máriasócszentgyörgy közelében keletre fordul, és a Varasdtól délre, a Drávával párhuzamosan fekvő síkságon keresztül folyik tovább. Ludbregtől északra átfolyik Sveti Đurđon, majd Bukócszentpétertől északra ömlik a Drávába.

## Fordítás
Ez a szócikk részben vagy egészben  a   Plitvica (river) című angol Wikipédia-szócikk ezen változatának fordításán alapul.  Az eredeti cikk szerkesztőit annak laptörténete sorolja fel. Ez a jelzés csupán a megfogalmazás eredetét és a szerzői jogokat jelzi, nem szolgál a cikkben szereplő információk forrásmegjelöléseként.